# Dick Taylor
Pour les articles homonymes, voir Taylor.
Dick Taylor (de son vrai nom Richard Clifford Taylor, né le 28 janvier 1943, à Dartford, Kent) est un musicien britannique, qui fut entre autres le premier bassiste des Rolling Stones (très brièvement). Il forma également en septembre 1963 les Pretty Things, dont il est toujours membre à ce jour. Dick vit actuellement sur l'île de Wight.

## Carrière musicale
Au début des années 1960, Dick étudiait au Sidcup Art College et participa à la formation et au développement du trio Little Boy Blue and the Blue Boys, réunissant Mick Jagger et son ami Keith Richards. Peu de temps après Ian Stewart, Mick Avory et Brian Jones rejoignirent le groupe et celui-ci prit le nom de « Rollin' Stones » en 1962. En août 1962, Dick, supportant mal sa relégation au deuxième plan par Brian Jones (normalement guitariste, il s'était vu relégué au poste de bassiste par Brian), décide de quitter le groupe pour reprendre ses études.
Il est guitariste au sein des Pretty Things, groupe qu'il a créé avec Phil May, dès 1963. En 1968 Dick prit une grande part dans la création de l'un des premiers album-concepts de l'histoire du rock, S.F. Sorrow (quatrième album des Pretty Things). Mais c'est après les mauvaises ventes de ce LP qu'il décide de quitter son groupe.
Dick devint alors producteur, découvrant notamment Hawkwind, avant de réintégrer les Pretty Things dans les années 1980.